# Wellington (Texas)
Wellington es una ciudad ubicada en el condado de Collingsworth en el estado estadounidense de Texas. En el Censo de 2010 tenía una población de 2189 habitantes y una densidad poblacional de 619,63 personas por km².

## Geografía
Wellington se encuentra ubicada en las coordenadas 34°51′14″N 100°12′51″O / 34.85389, -100.21417. Según la Oficina del Censo de los Estados Unidos, Wellington tiene una superficie total de 3.53 km², de la cual 3.53 km² corresponden a tierra firme y (0%) 0 km² es agua.

## Demografía
Según el censo de 2010, había 2189 personas residiendo en Wellington. La densidad de población era de 619,63 hab./km². De los 2189 habitantes, Wellington estaba compuesto por el 73.05% blancos, el 5.62% eran afroamericanos, el 1.32% eran amerindios, el 0.09% eran asiáticos, el 0% eran isleños del Pacífico, el 15.4% eran de otras razas y el 4.52% pertenecían a dos o más razas. Del total de la población el 34.63% eran hispanos o latinos de cualquier raza.